# أولغا كابرانوفا
أولغا سيرغيفنا كابرانوفا (الروسية: Ольга Серге́евна Капра́нова ؛ من مواليد 6 ديسمبر 1987) هي لاعبة جمباز إيقاعية روسية سابقة، هي بطلة العالم لعام 2005 ، الحائزة على الميدالية البرونزية في جميع أنحاء العالم لعام 2007 ، الحائزة على الميدالية البرونزية الأوروبية الشاملة لعام 2008 ، مرتين (2007 ، 2008) بطلة الجائزة الكبرى النهائية الشاملة، مرتين (2004 ، 2006) الحاصل على الميدالية الفضية الشاملة في نهائي الجائزة الكبرى وحاصل على الميدالية البرونزية في نهائي سباق الجائزة الكبرى لعام 2005.

## روابط خارجية
- أولغا كابرانوفا في الاتحاد الدولي للجمباز

- Olga Kapranova Russian Profile
- أولغا كابرانوفا على إنستغرام